# Agonopterix petasitis
Agonopterix petasitis is een vlinder uit de familie grasmineermotten (Elachistidae). De wetenschappelijke naam is voor het eerst geldig gepubliceerd in 1851 door Standfuss.
De soort komt voor in Europa.